# Fuat Dibra
Fuat Dibra (ur. 26 lutego 1886 w Dibrze, zm. 22 lutego 1944 w Tiranie) – albański polityk, w latach 1920–1921 minister spraw wewnętrznych, w latach 1941-1942 minister gospodarki.

## Życiorys
Pochodził z zamożnej muzułmańskiej rodziny właścicieli ziemskich, był synem Ismaila Paszy Saraçiego, deputowanego do parlamentu osmańskiego. Ukończył liceum i szkołę handlową w Salonikach. W 1919 finansował wyjazd delegacji albańskiej na Konferencję Pokojową w Paryżu, sam też znalazł się w jej składzie.
W latach 20. włączył się aktywnie do życia politycznego Albanii, należał do grona przeciwników Ahmeda Zogu. W listopadzie 1920 objął funkcję ministra spraw wewnętrznych w gabinecie Iljasa Vrioniego, którą sprawował przez siedem miesięcy.
4 grudnia 1941 objął stanowisko ministra gospodarki w pro-włoskim rządzie Mustafy Merliki, ale już 12 stycznia 1942 podał się do dymisji. W listopadzie 1942 należał do grona założycieli Balli Kombëtar. Po przejęciu kontroli nad Albanią przez Niemców we wrześniu 1943 otrzymał propozycję dołączenia do Rady Regencyjnej jako przedstawiciel sunnitów. Stanowisko to sprawował krótko, z uwagi na pogarszający się stan zdrowia. W 1943 leczył się w szwajcarskim Davos. Zmarł w Tiranie, w lutym 1944.
Był dalekim krewnym żony Envera Hoxhy, Nexhmije.